# Cookie (videohra)
Cookie je videohra pro počítače Sinclair ZX Spectrum vyvinutá a distribuovaná firmou Ultimate Play The Game z roku 1983. Hru napsal Chris Stamper a grafiku navrhl jeho bratr Tim Stamper.
Hra je zobrazena ve dvojrozměrném pohledu, hráč má roli kuchtíka Charlie the Chef, který střelami sráží vhodné ingredience do mísy, snaží se nesrazit do mísy ingredience nevhodné, a uhýbá všem ingrediencím.
Hra je spustitelná i na ZX Spectrum s 16KB paměti RAM. Byla dostupná v ROM formatu s Interface 2. Na italském trhu byla prodávána pod názvem Crazy Kitchen. Připravovaná verze pro BBC Micro nikdy vydána nebyla. 